# St. Peter (Steinkirchen)

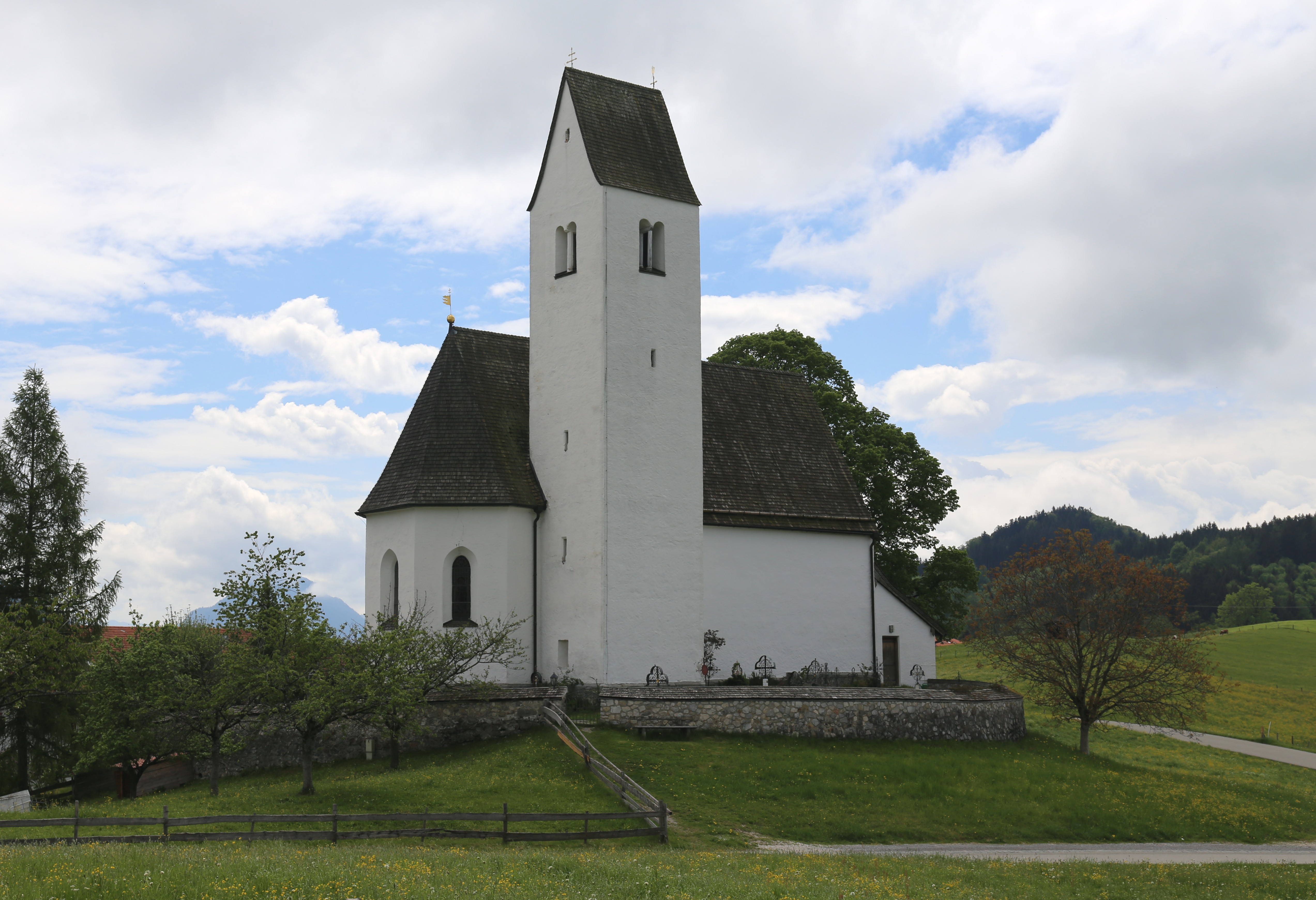
St. Peter in Steinkirchen

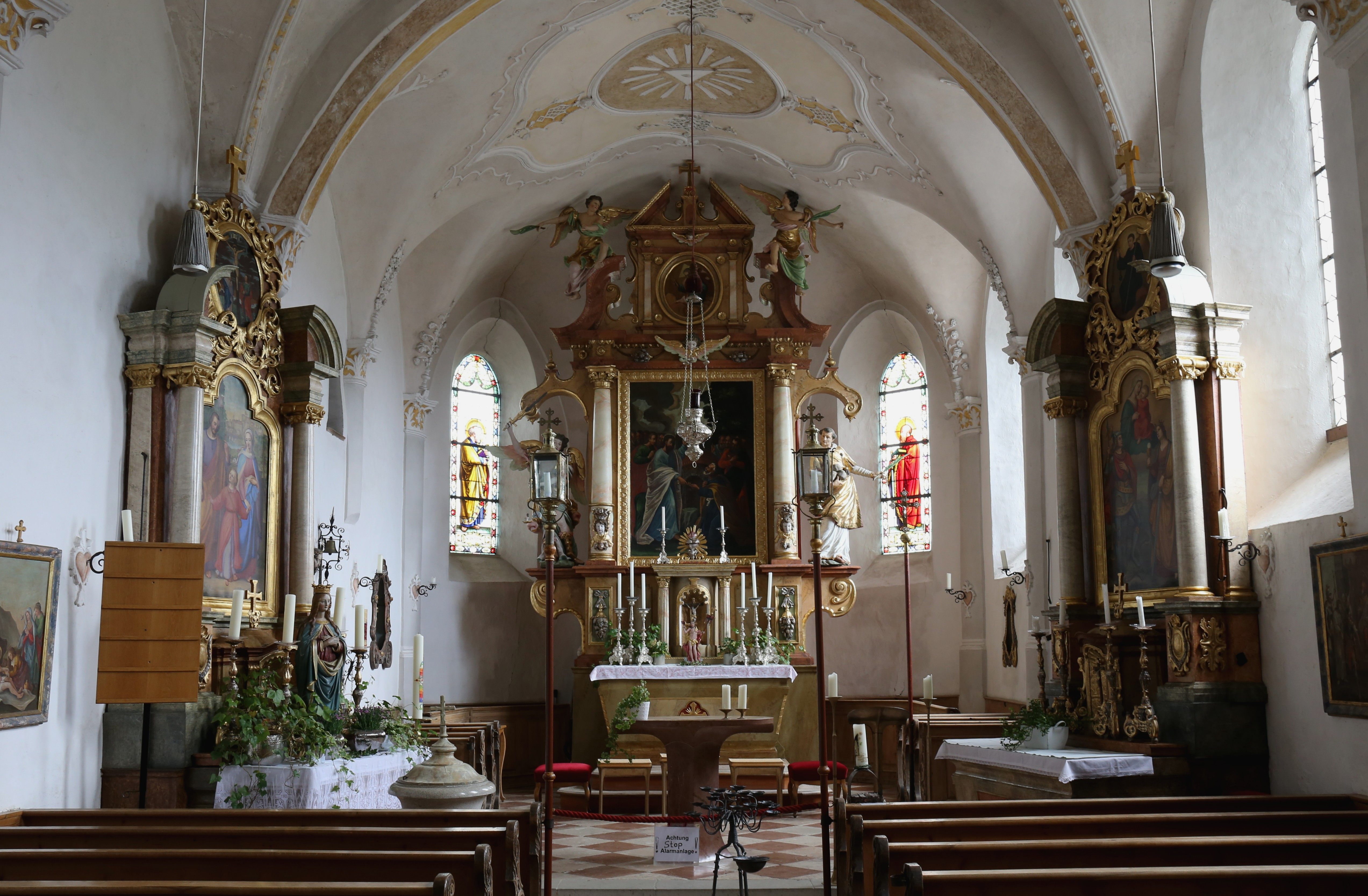
Innenraum

Die römisch-katholische Filialkirche St. Peter steht in Steinkirchen, einem Gemeindeteil von Samerberg im Landkreis Rosenheim in Oberbayern. Sie ist in der Liste der Baudenkmäler in Samerberg als Baudenkmal unter der Nr. D-1-87-172-65 eingetragen. Die Kirche gehört zum Dekanat Rosenheim im Erzbistum München und Freising.

## Beschreibung
Die spätgotische Saalkirche wurde am Ende des 15. Jahrhunderts erbaut. Sie besteht aus dem Langhaus, dem eingezogenen, dreiseitig geschlossenen Chor im Osten und dem Chorflankenturm an der Nordwand des Chors. In seinem Glockenstuhl hängen drei Glocken. Ein Vorbau an der Westwand des Langhauses führt zum Portal.
Der barockisierte Innenraum ist mit einem Stichkappengewölbe überspannt. Der 1671/72 gebaute Hochaltar wird von den Skulpturen des Erzengels Michael und des heiligen Stephanus flankiert. Auf dem Altarretabel ist Simon Petrus dargestellt. Die Orgel auf der oberen Empore wurde 2010 von Orgelbau Linder in einem Gehäuse aus dem Jahr 1903 von Josef Hackl errichtet.